# Otinotoides bulbosa
Otinotoides bulbosa är en insektsart som beskrevs av William D. Funkhouser 1935. Otinotoides bulbosa ingår i släktet Otinotoides och familjen hornstritar. Inga underarter finns listade i Catalogue of Life.